# (1613) Смайли
(1613) Смайли (англ. Smiley) — небольшой астероид главного пояса, характеризующийся длительным период вращения вокруг своей оси, который составляет свыше трёх суток. Астероид был открыт 12 сентября 1951 года Сильвеном Ареном и назван в честь американского астронома Чарльза Смайли (англ. Charles Hugh Smiley).

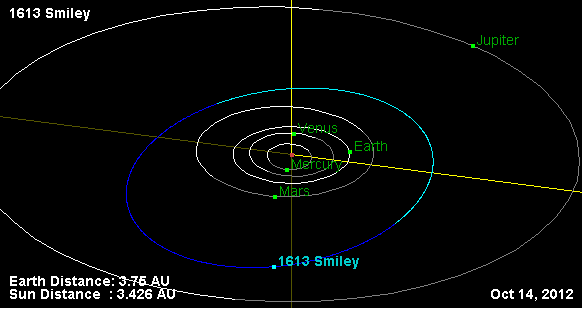
Орбита астероида Смайли и его положение в Солнечной системе